# 米爾科·伊萬尼奇
米爾科·伊萬尼奇（1993年9月13日—）是一位塞爾維亞足球運動員。在場上的位置是攻擊型中場。現效力於塞爾維亞足球超級聯賽球隊貝爾格萊德紅星，曾效力於禾獲甸拿。他也代表塞爾維亞U21國家足球隊參賽。